# Slagschack
Slagschack (även kallat baklängesschack) är en schackvariant där syftet är att först bli av med alla sina schackpjäser. När en schackspelare kan slå en motståndarpjäs måste denne utföra ett slagdrag. I den vanliga varianten av slagschack räknas kungen som en dödlig pjäs som kan slås av motståndaren.